# Lignina

Fragment struktury ligniny

Lignina, drzewnik – organiczny związek chemiczny, heterogenny polimer zbudowany głównie z monomerów alkoholu p−kumarylowego oraz jego pochodnych: alkoholu koniferylowego i synepinowego. Jeden z podstawowych składników drewna (obok celulozy i hemiceluloz), w którym występuje w ilości ok. 20%. Buduje ścianę komórkową (zwłaszcza wtórną) u roślin (stanowi 17–25% suchej masy drewna drzew liściastych oraz nawet 25–34% u drzew iglastych). Jest nierozpuszczalna w wodzie.
Jest drugim (po celulozie) najpowszechniejszym związkiem organicznym występującym na Ziemi. Pomimo tego, nie ma ona szerokiego zastosowania w przemyśle. Jest stosowana głównie jako opał lub nawóz. Wykorzystuje się ją niekiedy także do produkcji płyt wiórowych i laminowanych, jako składnik żywic fenolowych oraz lepiszcze w linoleum.
Eliminacja ligniny (fachowo zwana delignifikacją) przy pomocy wodorotlenku sodu, siarczku sodu lub dwutlenku siarki jest jednym z procesów w produkcji papieru.
Rozkład ligniny przeprowadzają grzyby, powodując białą zgniliznę drewna. Najbardziej typowymi monomerycznymi produktami rozkładu ligniny są wanilina i kwas wanilinowy.